# Línea 12 (ALESA)
La línea 12 de ALESA es una línea de autobús urbano de la ciudad de León (España), que recorre la ciudad de oeste a este, empezando en el barrio de Pinilla y terminando en la Universidad de León, pasando por los barrios de Polígono 58, Eras de Renueva, San Mamés y La Palomera. Esta línea dispone de servicio para personas con discapacidad.

## Características

### Frecuencias
| Lunes-Viernes laborables | Lunes-Viernes laborables | Sábados laborables    | Sábados laborables    | Sábados laborables | Sábados laborables |
| ambos sentidos           | ambos sentidos           | Dirección Universidad | Dirección Universidad | Dirección Pinilla  | Dirección Pinilla  |
| ------------------------ | ------------------------ | --------------------- | --------------------- | ------------------ | ------------------ |
| de 7:00 a 22:30          | cada 30 min.             | de 7:00 a 22:00       | cada 60 min.          | de 7:30 a 22:30    | cada 60 min.       |

- Regulación horaria en Santo Domingo (Hotel Alfonso V) quince minutos después de cada salida dirección Eras-Pinilla.

### Material asignado
-Mercedes Benz New Citaro: 4159 y 4166.

## Recorrido
Esta línea sale de la glorieta de Carlos Pinilla, junto al colegio Quevedo, por San Ignacio de Loyola hacia el Hospital San Juan de Dios y la calle General Gutiérrez Mellado. Cruza el río Bernesga y gira hacia la avenida Reyes Leoneses, en el barrio de Eras de Renueva, continuando por Suero de Quiñones, Padre Isla (parando junto a la estación de Feve) y Álvaro López Núñez. Desde la plaza del Espolón se interna en el barrio de San Mamés por Concha Espina y Nocedo, desviándose hacia La Palomera en la calle San Juan de Sahagún, y accede a la Universidad desde el polideportivo de La Palomera.
El recorrido de vuelta circula por la avenida San Mamés hacia la plaza del Espolón, para seguir hacia Santo Domingo por Ramón y Cajal. Continuando hacia Eras y Pinilla, atraviesa antes al Ensanche.
| exKBHFa brown |

| exHST brown |

| exHST brown |

| exHST brown |

| exHST brown |

| exHST brown |

| exHST brown |

| exHST brown |

| exHST brown |

| exHST brown |

| exHST brown |

| exHST brown |

| exHST brown |

| exHST brown |

| exHST brown |

| exHST brown |

| exHST brown |

| exHST brown |

| exHST brown |

| exKBHFe brown |

| exKBHFa brown |

| exHST brown |

| exHST brown |

| exHST brown |

| exHST brown |

| exHST brown |

| exHST brown |

| exHST brown |

| exHST brown |

| exHST brown |

| exHST brown |

| exHST brown |

| exHST brown |

| exHST brown |

| exHST brown |

| exHST brown |

| exHST brown |

| exHST brown |

| exHST brown |

| exKBHFe brown |

| exKBHFa brown |

| exHST brown |

| exHST brown |

| exHST brown |

| exHST brown |

| exHST brown |

| exHST brown |

| exHST brown |

| exHST brown |

| exHST brown |

| exHST brown |

| exHST brown |

| exHST brown |

| exHST brown |

| exHST brown |

| exHST brown |

| exHST brown |

| exHST brown |

| exHST brown |

| exKBHFe brown |

| exKBHFa brown |

| exHST brown |

| exHST brown |

| exHST brown |

| exHST brown |

| exHST brown |

| exHST brown |

| exHST brown |

| exHST brown |

| exHST brown |

| exHST brown |

| exHST brown |

| exHST brown |

| exHST brown |

| exHST brown |

| exHST brown |

| exHST brown |

| exHST brown |

| exHST brown |

| exKBHFe brown |

| exKBHFa brown |

| exHST brown |

| exHST brown |

| exHST brown |

| exHST brown |

| exHST brown |

| exHST brown |

| exHST brown |

| exBHF brown |

| exHST brown |

| exHST brown |

| exHST brown |

| exHST brown |

| exHST brown |

| exHST brown |

| exHST brown |

| exHST brown |

| exHST brown |

| exKBHFe brown |

| exKBHFa brown |

| exHST brown |

| exHST brown |

| exHST brown |

| exHST brown |

| exHST brown |

| exHST brown |

| exHST brown |

| exBHF brown |

| exHST brown |

| exHST brown |

| exHST brown |

| exHST brown |

| exHST brown |

| exHST brown |

| exHST brown |

| exHST brown |

| exHST brown |

| exKBHFe brown |

| exKBHFa brown |

| exHST brown |

| exHST brown |

| exHST brown |

| exHST brown |

| exHST brown |

| exHST brown |

| exHST brown |

| exBHF brown |

| exHST brown |

| exHST brown |

| exHST brown |

| exHST brown |

| exHST brown |

| exHST brown |

| exHST brown |

| exHST brown |

| exHST brown |

| exKBHFe brown |

| exKBHFa brown |

| exHST brown |

| exHST brown |

| exHST brown |

| exHST brown |

| exHST brown |

| exHST brown |

| exHST brown |

| exBHF brown |

| exHST brown |

| exHST brown |

| exHST brown |

| exHST brown |

| exHST brown |

| exHST brown |

| exHST brown |

| exHST brown |

| exHST brown |

| exKBHFe brown |